# Wapen van Boedapest

Het wapen van Boedapest

Het wapen van Boedapest is het wapen van de Hongaarse hoofdstad Boedapest. Het wapen werd door Lajos Friedrich ontworpen naar aanleiding van de fusie tussen de steden Boeda, Óbuda en Pest.

## Geschiedenis
De huidige stad Boedapest werd in 1873 gevormd na een fusie tussen Boeda, Óbuda en Pest. Naar aanleiding van deze fusie kreeg de nieuwe stad een wapen dat bestaat uit de elementen van de wapens van Pest en Boeda. Vanwege de overheersing door de Sovjet-Unie werd tussen 1945 en 1964 het oude wapen zonder de kroon gebruikt, tussen 1964 en 1990 werd er een geheel nieuw wapen gebruikt waarop de oude Hongaarse symbolen niet voor kwamen. Na de val van het communisme werd het oude wapen uit 1873 in 1990 weer in gebruik genomen.

## Omschrijving
Het wapen bestaat in feite uit de wapens van Pest en van Boeda. Het schild wordt door een gegolfde dwarsbalk gedeeld, in het bovenste deel het oude wapen van Pest en in het onderste deel het oude wapen van Boeda. Het wapen van Boeda heeft twee poorten, een van de poorten symboliseert Ó-Buda. De dwarsbalk staat voor de rivier Donau, de rivier scheidt ook de twee voormalige steden Boeda en Pest van elkaar. Ten tijde van het communistisch regime stond op de dwarsbalk een rode ster afgebeeld.
Op het schild staat een Stefanskroon, gelijk aan de kroon op het wapen van Hongarije. Na de invasie van het Rode Leger verdween de kroon van het wapen. Aan weerszijden van het schild staat een schildhouder: rechts, voor de kijker links, staat een gouden leeuw en aan de andere kant een gouden griffioen